# Saccharomyces
Saccharomyces er en svampeslægt der indeholder flere arter af gær. Bagegær Saccharomyces cerevisiae er nok den mest kendte.

## Klassifikation
- Saccharomyces carlsbergensis
  - Saccharomyces carlsbergensis subsp. carlsbergensis
  - Saccharomyces carlsbergensis subsp. siccum
- Saccharomyces cerevisiae Meyen ex E.C. Hansen, 1883
  - Saccharomyces cerevisiae subsp. cerevisiae
  - Saccharomyces cerevisiae subsp. siccum
- Saccharomyces ellipsoideus
- Saccharomyces rouxii Boutroux, 1883
- Saccharomyces uvarum